# Fritos
Fritos è un marchio di proprietà della Frito-Lay, una sussidiaria della PepsiCo, che produce snack di farina di mais, tipo tortilla chips fritte.

## Storia
La ricetta era stata testata da Charles Elmer Doolin nel 1932 in un caffè del Texas; l'imprenditore cominciò poi a vendere le FRITO in pacchetti dalla sua Ford modello T. Nel 1932 anche un altro imprenditore statunitense, Hermann W.Lay, iniziò a produrre e a commercializzare chips con il marchio H.W.Lay & Company. Le due ditte si fusero nel 1961 dando origine alla Frito-Lay, la quale quattro anni dopo venne assorbita dalla PepsiCo e che da allora ha iniziato a commercializzare lo snack. Esistono numerosi gusti di Fritos.
Il celebre snack è presente nella maggior parte del mondo ma fino al 2014 non era disponibile in Italia se non in alcuni negozi specializzati in prodotti di importazione ed in alcuni distributori automatici. A partire da quell'anno la PepsiCo ha lanciato nel paese gli snack Fritos-Lay con varie campagne pubblicitarie.